# Alfredo Zitarrosa
Alfredo Zitarrosa (Montevidéu, 10 de março de 1936 — Montevidéu, 17 de janeiro de 1989) foi um cantor, compositor, poeta, escritor e jornalista uruguaio.  É considerado uma das maiores figuras da música popular de seu país e de toda a América Latina. 

## Biografia
Alfredo Zitarrosa nasceu Alfredo Iribarne, filho de Jesusa Blanca Nieve Iribarne, à época com 19 anos de idade, no Hospital Pereira Rossell, em Montevidéu. 
Pouco depois que nasceu, Blanca entregou o filho para ser criado por Carlos Durán, homem de muitas ocupações, e sua esposa, Doraisella Carbajal, então funcionária do Conselho da Criança. O menino passa a ser conhecido por Alfredo "Pocho"  Durán.
Os três moraram em vários bairros da cidade, mudando-se para a vila de Santiago Vazquez, onde viveriam entre 1944 e o final de 1947. Eram freqüentes as visitas à zona rural próxima à Trinidad, capital do Departamento de Flores, onde a mãe adotiva de Alfredo nasceu. Estas experiências na infância permaneceram com ele para sempre, sendo perceptíveis em seu repertório, majoritariamente composto por ritmos e canções de origem camponesa, principalmente milongas.
Alfredo retornou, por um curto espaço de tempo, com sua família adotiva para Montevidéu, no início da adolescência, e passou para morar com sua mãe biológica e seu marido, que haviam acabado de ter uma filha. O marido de sua mãe biológica, um argentino chamado Alfredo Nicolás Zitarrosa, posteriormente lhe daria o seu nome. Os quatro viviam na região atualmente conhecida como Rincón de la Bolsa, no 29,5 km da antiga estrada de Colonia, Departamento de San José. De lá, freqüentava o liceu em Montevidéu, para onde se mudaria na juventude.
Ele viveu primeiramente com o casal Duran e, em seguida, na pensão da Sra. Ema, localizada na rua Colonia ,esquina com Medanos (hoje Barrios Amorín), para depois ocupar o famoso sótão da casa que funcionava também como uma pensão e pertencia a Blanca Iribarne, sua mãe, localizada na rua Yaguarón (hoje Aquiles Lanza) 1021, em frente à praça que atualmente leva o seu nome. Ele trabalhou, entre outras funções, como vendedor de móveis e de planos de saúde, além de operador em uma loja.
Começou a carreira artística em 1954, em uma emissora de rádio, como apresentador e animador, roteirista, e ator de teatro. Foi também escritor, poeta e jornalista. 
Levado pelas circunstâncias, encontrava-se no Peru, quando fez sua estréia como cantor profissional em 1964, no dia 20 de Fevereiro, em um programa que era transmitido pelo canal 13 (Panamericana de Televisión). Assim começava uma carreira que não seria mais interrompida. Zitarrosa relata sua experiência: "No tenía ni un peso, pero sí muchos amigos. Uno de ellos, César Durand, regenteaba una agencia de publicidad y por sorpresa me incluyó en un programa de TV, y me obligó a cantar. Canté dos temas y cobré 50 dólares. Fue una sorpresa para mí, que me permitió reunir algunos pesos..." ("Eu não tinha nem um peso [nome da moeda de muitos países], mas muitos amigos. Um deles, Cesar Durand, dirigia uma agência de publicidade e de surpresa me incluiu num programa televisivo e obrigou-me a cantar. Cantei duas canções e cobrei 50 dólares. Foi uma surpresa para mim, o que me permitiu juntar alguns pesos...")
Pouco tempo depois, voltando para o Uruguai, passou pela Bolívia, onde realizou vários programas na Rádio Altiplano da cidade de La Paz, estreando mais tarde, em Montevidéu, novamente em 1965, no auditório do SODRE (Servicio Oficial de Difusión Radioeléctrica). Sua participação neste espaço serviu como um trampolim para ser convidado, no início 1966, para o já reconhecido Festival de Cosquín, na Argentina, e de novo em 1985. 
Desde o início, estabeleceu-se como uma das grandes vozes da música popular latino-americana, com raízes claramente folclóricas. Cultivava um estilo e conteúdo varonil, e sua voz grossa e de um acompanhamento típico de violão tornaram-se sua marca registrada, em um estilo que poderia ser definido como "o Johnny Cash do Cone Sul".
Aderiu ao Frente Amplio (coligação de partidos da esquerda uruguaia), o que lhe levou ao ostracismo e depois ao exílio durante os anos da ditadura militar. Suas canções foram proibidas na Argentina, Chile e Uruguai durante os regimes ditatoriais que governaram esses países. Viveu depois, sucessivamente, em Argentina, Espanha e México, a partir de 9 de Fevereiro de 1976. 
Revogada a proibição de sua música, como de tantos outros artistas na Argentina após a Guerra das Malvinas, instala-se novamente em Buenos Aires, onde realizou três apresentações consideradas memoráveis no Estadio Obras Sanitarias, em 1983. Quase um ano depois, regressou ao seu país, onde teve uma grande recepção no histórico 31 de Março de 1984, descrito por ele como "la experiencia más importante de mi vida" ("a experiência mais importante da minha vida").

## Repertório
Entre suas canções mais famosas destacam-se:
- Guitarra Negra
- Milonga del Alma
- Milonga Para Una Niña
- Doña Soledad
- Adagio En Mi País
- Milonga Más Triste
- Vea Patrón